# 楤木
楤木（学名：Aralia chinensis）是五加科楤木属的植物，分布於中国大陆、台灣、越南和婆羅洲。

## 形态
落叶灌木或小乔木，具有刺；叶子大，2－3回奇数羽状复叶；夏季开花，花小由伞状花序合成大圆锥花序；紫黑色近球形果实。
其嫩芽和嫩茎叶可食用，叫作刺龙苞。

## 分布
分布于中国大陆的云南、甘肃、广西、山西、河北、陕西、福建、广东，以及台灣、越南和婆羅洲等地，生长于海拔2,700米的地区，多生于灌丛、森林以及林缘路边，目前尚未由人工引种栽培。

## 别名
鹊不踏（本草纲目）、虎阳刺（浙江土名）、海桐皮（苏北土名）、鸟不宿（苏南土名）、通刺（福建土名）、黄龙苞（四川宝兴土名）、刺龙柏（四川峨眉土名）、刺树椿、飞天蜈蚣（重庆北碚土名）

## 异名
- Aralia chinensis L. var. dasyphylloides Hand.-Mazz.
- Aralia chinensis L. var. nuda Nakai

## 延伸阅读
[在维基数据编辑]
 《植物名實圖考·楤木》，出自吳其濬《植物名實圖考》
1. ↑  . Germplasm Resources Information Network (GRIN). USDA.   [2021-11-28].
2. ↑  . 鳳凰網. 2017-11-14  [2018-11-20]. （原始内容存档于2018-11-20） （中文（简体））.